# Discografia de Journey
A seguir está uma discografia completa de Journey, uma banda de rock norte-americana. Ao longo dos anos eles lançaram 14 álbuns de estúdio, três álbuns ao vivo, oito compilações e 59 singles.
Journey já vendeu mais de 75 milhões de álbuns em todo o mundo.

## Álbuns

### Álbuns de estúdio
| Título e Detalhes                                                                                   | Pico de posições nas paradas | Pico de posições nas paradas | Pico de posições nas paradas | Pico de posições nas paradas | Pico de posições nas paradas | Pico de posições nas paradas | Pico de posições nas paradas | Pico de posições nas paradas | Pico de posições nas paradas | Vendas                                | Certificações                                  |
| Título e Detalhes                                                                                   | US                           | CAN                          | GER                          | NL                           | NOR                          | JPN                          | SWE                          | SWI                          | UK                           | Vendas                                | Certificações                                  |
| --------------------------------------------------------------------------------------------------- | ---------------------------- | ---------------------------- | ---------------------------- | ---------------------------- | ---------------------------- | ---------------------------- | ---------------------------- | ---------------------------- | ---------------------------- | ------------------------------------- | ---------------------------------------------- |
| Journey - Lançado: 1 de abril de 1975 - Gravadora: Columbia - Formatos: LP, cassette, CD            | 138                          | —                            | —                            | —                            | —                            | 72                           | —                            | —                            | —                            | - JPN: 6,440                          |                                                |
| Look into the Future - Lançado: Janeiro de 1976 - Gravadora: Columbia - Formatos: LP, cassette, CD  | 100                          | —                            | —                            | —                            | —                            | 58                           | —                            | —                            | —                            | - JPN: 4,440                          |                                                |
| Next - Gravadora: Fevereiro de 1977 - Gravadora: Columbia - Formatos: LP, cassette, CD              | 85                           | —                            | —                            | —                            | —                            | —                            | 47                           | —                            | —                            |                                       |                                                |
| Infinity - Lançado: 20 de Janeiro de 1978 - Gravadora: Columbia - Formatos: LP, cassette, CD        | 21                           | 24                           | —                            | —                            | —                            | —                            | 37                           | —                            | —                            |                                       | - US: 3× Platina - CAN: Ouro                   |
| Evolution - Lançado: 5 de Abril de 1979 - Gravadora: Columbia - Formatos: LP, cassette, CD          | 20                           | 37                           | —                            | —                            | —                            | 70                           | 36                           | —                            | 100                          | - JPN: 2,920                          | - US: 3× Platina - CAN: Ouro                   |
| Departure - Lançado: 23 de março de 1980 - Gravadora: Columbia - Formatos: LP, cassette, CD         | 8                            | 48                           | —                            | —                            | —                            | 61                           | —                            | —                            | —                            | - JPN: 12,510                         | - US: 3× Platina                               |
| Escape - Lançado: 31 de Julho de 1981 - Gravadora: Columbia - Formatos: LP, cassette, CD            | 1                            | 6                            | —                            | —                            | —                            | 26                           | —                            | —                            | 32                           | - JPN: 111,540                        | - US: 9× Platina - CAN: 3× Platina - JPN: Ouro |
| Frontiers - Lançado: 22 de fevereiro de 1983 - Gravadora: Columbia - Formatos: LP, cassette, CD     | 2                            | 10                           | —                            | —                            | 12                           | 3                            | 21                           | —                            | 6                            | - JPN: 290,400                        | - US: 6× Platina - CAN: Platina - JPN: Platina |
| Raised on Radio - Lançado: 27 de Maio de 1986 - Gravadora: Columbia - Formatos: LP, cassette, CD    | 4                            | 39                           | —                            | —                            | —                            | 4                            | 16                           | 26                           | 22                           | - JPN: 131,990                        | - US: 2× Platina - CAN: Ouro - JPN: Ouro       |
| Trial by Fire - Lançado: 22 de outubro de 1996 - Gravadora: Columbia - Formatos: LP, cassette, CD   | 3                            | 16                           | 44                           | 89                           | —                            | 6                            | 24                           | —                            | —                            | - US: 1,200,000 - JPN: 115,370        | - US: Platina - CAN: Ouro - JPN: Ouro          |
| Arrival - Lançado: 3 de Abril de 2001 - Gravadora: Columbia - Formatos: cassette, CD                | 56                           | —                            | 15                           | —                            | —                            | 19                           | —                            | —                            | —                            | - US: 350,000 - JPN: 34,440           |                                                |
| Generations - Lançado: 29 de agosto de 2005 - Gravadora: Sanctuary - Formatos: CD, digital download | 170                          | —                            | 36                           | —                            | —                            | 20                           | 39                           | —                            | —                            | - JPN: 22,165                         |                                                |
| Revelation - Lançado: 3 de Junho de 2008 - Gravadora: Nomota LLC - Formatos: CD, digital download   | 5                            | —                            | 35                           | 51                           | 97                           | —                            | 28                           | 89                           | 68                           | - US: 800,000                         | - US: Platina                                  |
| Eclipse - Lançado: 24 de maio de 2011 - Gravadora: Nomota LLC - Formatos: CD, digital download      | 13                           | —                            | 14                           | 44                           | —                            | 18                           | 24                           | 24                           | 33                           | - US: 37,500 - UK: 4,985 - JPN: 4,441 |                                                |
| "—" denota que o álbum não chegou às paradas.                                                       |                              |                              |                              |                              |                              |                              |                              |                              |                              |                                       |                                                |

### Álbuns ao vivo
| Tiitulo                                                       | Detalhes do álbum                                                                 | Pico de posições nas paradas | Pico de posições nas paradas | Pico de posições nas paradas | Pico de posições nas paradas | Pico de posições nas paradas | Pico de posições nas paradas | Pico de posições nas paradas | Pico de posições nas paradas | Pico de posições nas paradas | Vendas                      | Certificações    |
| Tiitulo                                                       | Detalhes do álbum                                                                 | US                           | CAN                          | GER                          | NL                           | NOR                          | JPN                          | SWE                          | SWI                          | UK                           | Vendas                      | Certificações    |
| ------------------------------------------------------------- | --------------------------------------------------------------------------------- | ---------------------------- | ---------------------------- | ---------------------------- | ---------------------------- | ---------------------------- | ---------------------------- | ---------------------------- | ---------------------------- | ---------------------------- | --------------------------- | ---------------- |
| Captured                                                      | - Lançado: Fevereiro de 1981 - Gravadora: Columbia - Formatos: LP, cassette, CD   | 9                            | 9                            | —                            | —                            | —                            | 75                           | —                            | —                            | —                            | - JPN: 3,320                | - US: 2× Platina |
| Greatest Hits Live                                            | - Lançado: 24 de Março de 1998 - Gravadora: Columbia - Formatos: LP, cassette, CD | 79                           | —                            | —                            | —                            | —                            | 40                           | —                            | —                            | —                            | - US: 875,000 - JPN: 15,000 | - US: Ouro       |
| Live in Houston 1981: The Escape Tour                         | - Lançado: Novembro de 2005 - Gravadora: Columbia - Formatos: CD, DVD/CD          | —                            | —                            | —                            | —                            | —                            | —                            | —                            | —                            | —                            |                             |                  |
| "—" denotes releases that did not chart or were not released. |                                                                                   |                              |                              |                              |                              |                              |                              |                              |                              |                              |                             |                  |

### Álbuns de compilação
| Título                                                        | Detalhes do álbum                                                                    | Pico de posições nas paradas | Pico de posições nas paradas | Pico de posições nas paradas | Pico de posições nas paradas | Pico de posições nas paradas | Pico de posições nas paradas | Pico de posições nas paradas | Pico de posições nas paradas | Pico de posições nas paradas | Vendas        | Certificações                 |
| Título                                                        | Detalhes do álbum                                                                    | US                           | CAN                          | GER                          | NL                           | NOR                          | JPN                          | SWE                          | SWI                          | UK                           | Vendas        | Certificações                 |
| ------------------------------------------------------------- | ------------------------------------------------------------------------------------ | ---------------------------- | ---------------------------- | ---------------------------- | ---------------------------- | ---------------------------- | ---------------------------- | ---------------------------- | ---------------------------- | ---------------------------- | ------------- | ----------------------------- |
| In the Beginning                                              | - Lançado: Janeiro de 1980 - Gravadora: Columbia - Formatos: LP, cassette, CD        | 152                          | —                            | —                            | —                            | —                            | —                            | —                            | —                            | —                            |               |                               |
| Star-Box                                                      | - Lançado: 26 de agosto de 1988 - Gravadora: Columbia - Formatos: LP, cassette, CD   | —                            | —                            | —                            | —                            | —                            | 32                           | —                            | —                            | —                            | - JPN: 10,710 |                               |
| Greatest Hits                                                 | - Lançado: 15 de novembro de 1988 - Gravadora: Columbia - Formatos: LP, cassette, CD | 10                           | —                            | —                            | —                            | 30                           | 82                           | —                            | —                            | 12                           | - JPN: 8,420  | - US: 15× Platina - CAN: Ouro |
| The Ballade                                                   | - Lançado: 1991 - Gravadora: Columbia - Formatos: LP, cassette, CD                   | —                            | —                            | —                            | —                            | —                            | —                            | —                            | —                            | —                            |               |                               |
| Time3                                                         | - Lançado: 1 de Dezembro de 1992 - Gravadora: Columbia - Formatos: CD                | 90                           | —                            | —                            | —                            | —                            | —                            | —                            | —                            | —                            |               | - US: Ouro                    |
| The Journey Continues                                         | - Lançadora: 6 de março de 2001 - Gravadora: Columbia - Formatos: cassette, CD       | —                            | —                            | —                            | —                            | —                            | 48                           | —                            | —                            | —                            | - JPN: 12,500 |                               |
| The Essential Journey                                         | - Lançado: 16 de outubro de 2001 - Gravadora: Columbia - Formatos: cassette, CD      | 47                           | —                            | —                            | —                            | —                            | —                            | —                            | —                            | —                            | - US: 988,000 | - US: Platina                 |
| Open Arms: Greatest Hits                                      | - Lançado: 19 de maio de 2004 - Gravadora: Sony - Formato: CD                        | —                            | —                            | —                            | —                            | —                            | 44                           | —                            | —                            | —                            | - JPN: 33,376 |                               |
| Don't Stop Believin': The Best of Journey                     | - Lançado: 12 de outubro de 2009 - Gravadora: Sony - Formatos: CD, Digital download  | —                            | —                            | —                            | —                            | —                            | —                            | —                            | —                            | 73                           |               |                               |
| "—" denotes releases that did not chart or were not released. |                                                                                      |                              |                              |                              |                              |                              |                              |                              |                              |                              |               |                               |

### Extended plays
| Título                                                        | Detalhes do álbum                                                     | Pico de posições nas paradas | Pico de posições nas paradas | Pico de posições nas paradas | Pico de posições nas paradas | Pico de posições nas paradas | Pico de posições nas paradas | Pico de posições nas paradas | Pico de posições nas paradas | Pico de posições nas paradas | Vendas                    | Certificações |
| Título                                                        | Detalhes do álbum                                                     | US                           | CAN                          | GER                          | NL                           | NOR                          | JPN                          | SWE                          | SWI                          | UK                           | Vendas                    | Certificações |
| ------------------------------------------------------------- | --------------------------------------------------------------------- | ---------------------------- | ---------------------------- | ---------------------------- | ---------------------------- | ---------------------------- | ---------------------------- | ---------------------------- | ---------------------------- | ---------------------------- | ------------------------- | ------------- |
| Red 13                                                        | - Lançado: 26 de novembro de 2002 - Gravadora: Journey - Formatos: CD | —                            | —                            | —                            | —                            | —                            | 88                           | —                            | —                            | —                            | - US: 15,000 - JPN: 7,074 |               |
| "—" denotes releases that did not chart or were not released. |                                                                       |                              |                              |                              |                              |                              |                              |                              |                              |                              |                           |               |

### Trilhas sonoras
| Título                                                        | Detalhes do álbum                                                                    | Pico de posições nas paradas | Pico de posições nas paradas | Pico de posições nas paradas | Pico de posições nas paradas | Pico de posições nas paradas | Pico de posições nas paradas | Pico de posições nas paradas | Pico de posições nas paradas | Pico de posições nas paradas | Vendas | Certificações |
| Título                                                        | Detalhes do álbum                                                                    | US                           | CAN                          | GER                          | NL                           | NOR                          | JPN                          | SWE                          | SWI                          | UK                           | Vendas | Certificações |
| ------------------------------------------------------------- | ------------------------------------------------------------------------------------ | ---------------------------- | ---------------------------- | ---------------------------- | ---------------------------- | ---------------------------- | ---------------------------- | ---------------------------- | ---------------------------- | ---------------------------- | ------ | ------------- |
| Dream, After Dream                                            | - Lançado: 10 de dezembro de 1980 - Gravadora: Columbia - Formatos: LP, cassette, CD | —                            | —                            | —                            | —                            | —                            | —                            | —                            | —                            | —                            |        |               |
| "—" denotes releases that did not chart or were not released. |                                                                                      |                              |                              |                              |                              |                              |                              |                              |                              |                              |        |               |

## Singles
| Título                                                              | Ano  | Pico de posições nas paradas | Pico de posições nas paradas | Pico de posições nas paradas | Pico de posições nas paradas | Pico de posições nas paradas | Pico de posições nas paradas | Pico de posições nas paradas | Pico de posições nas paradas | Pico de posições nas paradas | Album                |
| Título                                                              | Ano  | US                           | US MRT                       | US AC                        | CAN                          | FRA                          | GER                          | JPN                          | NZ                           | UK                           | Album                |
| ------------------------------------------------------------------- | ---- | ---------------------------- | ---------------------------- | ---------------------------- | ---------------------------- | ---------------------------- | ---------------------------- | ---------------------------- | ---------------------------- | ---------------------------- | -------------------- |
| "To Play Some Music"                                                | 1975 | —                            | —                            | —                            | —                            | —                            | —                            | —                            | —                            | —                            | Journey              |
| "On a Saturday Night"                                               | 1976 | —                            | —                            | —                            | —                            | —                            | —                            | —                            | —                            | —                            | Look into the Future |
| "She Makes Me (Feel Alright)"                                       | 1976 | —                            | —                            | —                            | —                            | —                            | —                            | —                            | —                            | —                            | Look into the Future |
| "Spaceman"                                                          | 1977 | —                            | —                            | —                            | —                            | —                            | —                            | —                            | —                            | —                            | Next                 |
| "Wheel in the Sky"                                                  | 1978 | 57                           | —                            | —                            | 45                           | 9                            | —                            | —                            | —                            | —                            | Infinity             |
| "Feeling That Way" / "Anytime"                                      | 1978 | 83                           | —                            | —                            | —                            | —                            | —                            | —                            | —                            | —                            | Infinity             |
| "Lights"                                                            | 1978 | 68                           | —                            | —                            | —                            | —                            | —                            | —                            | —                            | —                            | Infinity             |
| "Just the Same Way"                                                 | 1979 | 58                           | —                            | —                            | 80                           | —                            | —                            | —                            | —                            | —                            | Evolution            |
| "Lovin', Touchin', Squeezin'"                                       | 1979 | 16                           | —                            | —                            | 6                            | —                            | —                            | —                            | 37                           | —                            | Evolution            |
| "Too Late"                                                          | 1980 | 70                           | —                            | —                            | —                            | —                            | —                            | —                            | —                            | —                            | Evolution            |
| "Any Way You Want It"                                               | 1980 | 23                           | —                            | —                            | 5                            | —                            | —                            | —                            | —                            | 161                          | Departure            |
| "Walks Like a Lady"                                                 | 1980 | 32                           | —                            | —                            | 15                           | —                            | —                            | —                            | —                            | —                            | Departure            |
| "Good Morning Girl" / "Stay Awhile"                                 | 1980 | 55                           | —                            | —                            | —                            | —                            | —                            | —                            | —                            | —                            | Departure            |
| "The Party's Over (Hopelessly in Love)"                             | 1981 | 34                           | 2                            | —                            | 24                           | —                            | —                            | —                            | —                            | —                            | Captured             |
| "Dixie Highway"                                                     | 1981 | —                            | 30                           | —                            | —                            | —                            | —                            | —                            | —                            | —                            | Captured             |
| "Who's Crying Now"                                                  | 1981 | 4                            | 4                            | 14                           | 2                            | 4                            | —                            | —                            | —                            | 46                           | Escape               |
| "Stone in Love"                                                     | 1981 | 19                           | 13                           | —                            | —                            | —                            | —                            | —                            | —                            | —                            | Escape               |
| "Don't Stop Believin'" (incorpora posições do relançamento de 2009) | 1981 | 9                            | 8                            | —                            | 2                            | —                            | 21                           | —                            | —                            | 6                            | Escape               |
| "Open Arms"                                                         | 1982 | 2                            | 35                           | 7                            | 2                            | —                            | —                            | —                            | 49                           | 169                          | Escape               |
| "Still They Ride"                                                   | 1982 | 19                           | 47                           | 37                           | —                            | —                            | —                            | —                            | —                            | —                            | Escape               |
| "Separate Ways (Worlds Apart)"                                      | 1983 | 8                            | 1                            | —                            | 3                            | 3                            | —                            | 50                           | —                            | —                            | Frontiers            |
| "Faithfully"                                                        | 1983 | 12                           | —                            | 24                           | 10                           | —                            | —                            | —                            | —                            | —                            | Frontiers            |
| "After the Fall"                                                    | 1983 | 23                           | 30                           | —                            | —                            | —                            | —                            | —                            | —                            | —                            | Frontiers            |
| "Send Her My Love"                                                  | 1983 | 23                           | —                            | 27                           | —                            | 9                            | —                            | —                            | —                            | —                            | Frontiers            |
| "Be Good to Yourself"                                               | 1986 | 9                            | 2                            | —                            | 43                           | —                            | —                            | —                            | —                            | 90                           | Raised on Radio      |
| "Suzanne"                                                           | 1986 | 17                           | 11                           | —                            | 87                           | —                            | —                            | —                            | —                            | —                            | Raised on Radio      |
| "Girl Can't Help It"                                                | 1986 | 17                           | 9                            | —                            | 60                           | 9                            | —                            | —                            | —                            | —                            | Raised on Radio      |
| "Raised on Radio"                                                   | 1986 | —                            | 27                           | —                            | —                            | —                            | —                            | —                            | —                            | —                            | Raised on Radio      |
| "I'll Be Alright Without You"                                       | 1987 | 17                           | 26                           | 7                            | 57                           | 9                            | —                            | —                            | —                            | —                            | Raised on Radio      |
| "Why Can't This Night Go on Forever"                                | 1987 | 60                           | —                            | 24                           | —                            | —                            | —                            | —                            | —                            | —                            | Raised on Radio      |
| "Lights" (live)                                                     | 1993 | 74                           | —                            | 30                           | —                            | —                            | —                            | —                            | —                            | —                            | Time3                |
| "Natural Thing"                                                     | 1993 | —                            | 32                           | —                            | —                            | —                            | —                            | —                            | —                            | —                            | Time3                |
| "When You Love a Woman"                                             | 1996 | 12                           | —                            | 1                            | 3                            | 49                           | 49                           | 6                            | —                            | —                            | Trial by Fire        |
| "Message of Love"                                                   | 1996 | 17                           | 18                           | —                            | 36                           | —                            | —                            | 71                           | —                            | —                            | Trial by Fire        |
| "Can't Tame the Lion"                                               | 1996 | —                            | 33                           | —                            | 86                           | —                            | —                            | —                            | —                            | —                            | Trial by Fire        |
| "If He Should Break Your Heart"                                     | 1996 | —                            | —                            | 21                           | 13                           | —                            | —                            | —                            | —                            | —                            | Trial by Fire        |
| "Higher Place"                                                      | 2001 | —                            | —                            | —                            | —                            | —                            | —                            | —                            | —                            | —                            | Arrival              |
| "All the Way"                                                       | 2001 | —                            | —                            | 22                           | —                            | —                            | —                            | —                            | —                            | —                            | Arrival              |
| "With Your Love"                                                    | 2001 | —                            | —                            | —                            | —                            | —                            | —                            | —                            | —                            | —                            | Arrival              |
| "The Place in Your Heart"                                           | 2005 | —                            | —                            | —                            | —                            | —                            | —                            | —                            | —                            | —                            | Generations          |
| "After All These Years"                                             | 2008 | —                            | —                            | 9                            | —                            | —                            | —                            | —                            | —                            | —                            | Revelation           |
| "Never Walk Away"                                                   | 2008 | —                            | —                            | —                            | —                            | —                            | —                            | —                            | —                            | —                            | Revelation           |
| "Where Did I Lose Your Love"                                        | 2008 | —                            | —                            | 19                           | —                            | —                            | —                            | —                            | —                            | —                            | Revelation           |
| "Anything is Possible"                                              | 2011 | —                            | —                            | 36                           | —                            | —                            | —                            | —                            | —                            | —                            | Eclipse              |

|colspan="13" style="font-size: 8pt" align=center| "—" denotes releases that did not chart or were not released.
|-
|}

### Outros singles
| Título                                                        | Ano  | Pico de posições nas paradas | Pico de posições nas paradas | Pico de posições nas paradas | Pico de posições nas paradas | Pico de posições nas paradas | Album            |
| Título                                                        | Ano  | US                           | US MRT                       | CAN                          | FRA                          | UK                           | Album            |
| ------------------------------------------------------------- | ---- | ---------------------------- | ---------------------------- | ---------------------------- | ---------------------------- | ---------------------------- | ---------------- |
| "Only Solutions"                                              | 1982 | —                            | 22                           | —                            | —                            | —                            | Tron             |
| "Ask the Lonely"                                              | 1983 | 3                            | 3                            | —                            | 7                            | —                            | Two of a Kind    |
| "Only the Young"                                              | 1985 | 9                            | 3                            | 11                           | 8                            | —                            | Vision Quest     |
| "Who's Crying Now" (re-edição)                                | 1989 | —                            | —                            | —                            | —                            | 83                           | canção sem álbum |
| "—" denotes releases that did not chart or were not released. |      |                              |                              |                              |                              |                              |                  |

## Aparições como trilha sonora
| Ano  | Título                                                                            |
| ---- | --------------------------------------------------------------------------------- |
| 1980 | Dream, After Dream - (álbum da trilha sonora de Journey)                          |
| 1980 | Caddyshack - "Any Way You Want It" (de Departure)                                 |
| 1981 | Heavy Metal Soundtrack - "Open Arms" (de Escape)                                  |
| 1982 | Tron Soundtrack - "Only Solutions" - "1990s Theme"                                |
| 1983 | Two of a Kind Soundtrack - "Ask the Lonely"                                       |
| 1983 | Risky Business Soundtrack - "After the Fall" (de Frontiers)                       |
| 1985 | Vision Quest Soundtrack - "Only the Young"                                        |
| 1998 | Armageddon: The Album (4x Platina) - "Remember Me"                                |
| 2003 | Charlie's Angels: Full Throttle Soundtrack - "Any Way You Want It" (de Departure) |
| 2010 | Tron: Legacy - "Separate Ways (Worlds Apart)" (de Frontiers)                      |

## Videografia

### Álbuns de vídeo
| Ano  | Título                                | Certification | DVD position |
| ---- | ------------------------------------- | ------------- | ------------ |
| 1984 | Frontiers and Beyond                  |               |              |
| 1986 | Raised on Radio                       |               |              |
| 2001 | Journey 2001                          | Platina       |              |
| 2003 | Greatest Hits 1978-1997               | 4× Platina    |              |
| 2005 | Live in Houston 1981: The Escape Tour | Platina       | 9            |
| 2008 | Revelation                            | Platina       | 5            |
| 2009 | Live in Manila                        |               | 1            |

### Vídeos de música
| Ano  | Título                         |
| ---- | ------------------------------ |
| 1978 | "Wheel in the Sky"             |
| 1978 | "Feeling That Way"             |
| 1978 | "Lights"                       |
| 1979 | "Just the Same Way"            |
| 1979 | "Lovin', Touchin', Squeezin'"  |
| 1980 | "Any Way You Want It"          |
| 1981 | "Who's Crying Now"             |
| 1981 | "Stone in Love"                |
| 1981 | "Don't Stop Believin'"         |
| 1982 | "Open Arms"                    |
| 1983 | "Separate Ways (Worlds Apart)" |
| 1983 | "Faithfully"                   |
| 1983 | "After the Fall"               |
| 1983 | "Send Her My Love"             |
| 1986 | "Be Good to Yourself"          |
| 1986 | "Girl Can't Help It"           |
| 1986 | "I'll Be Alright Without You"  |
| 1996 | "When You Love a Woman"        |